# 萨拉姆·法耶兹

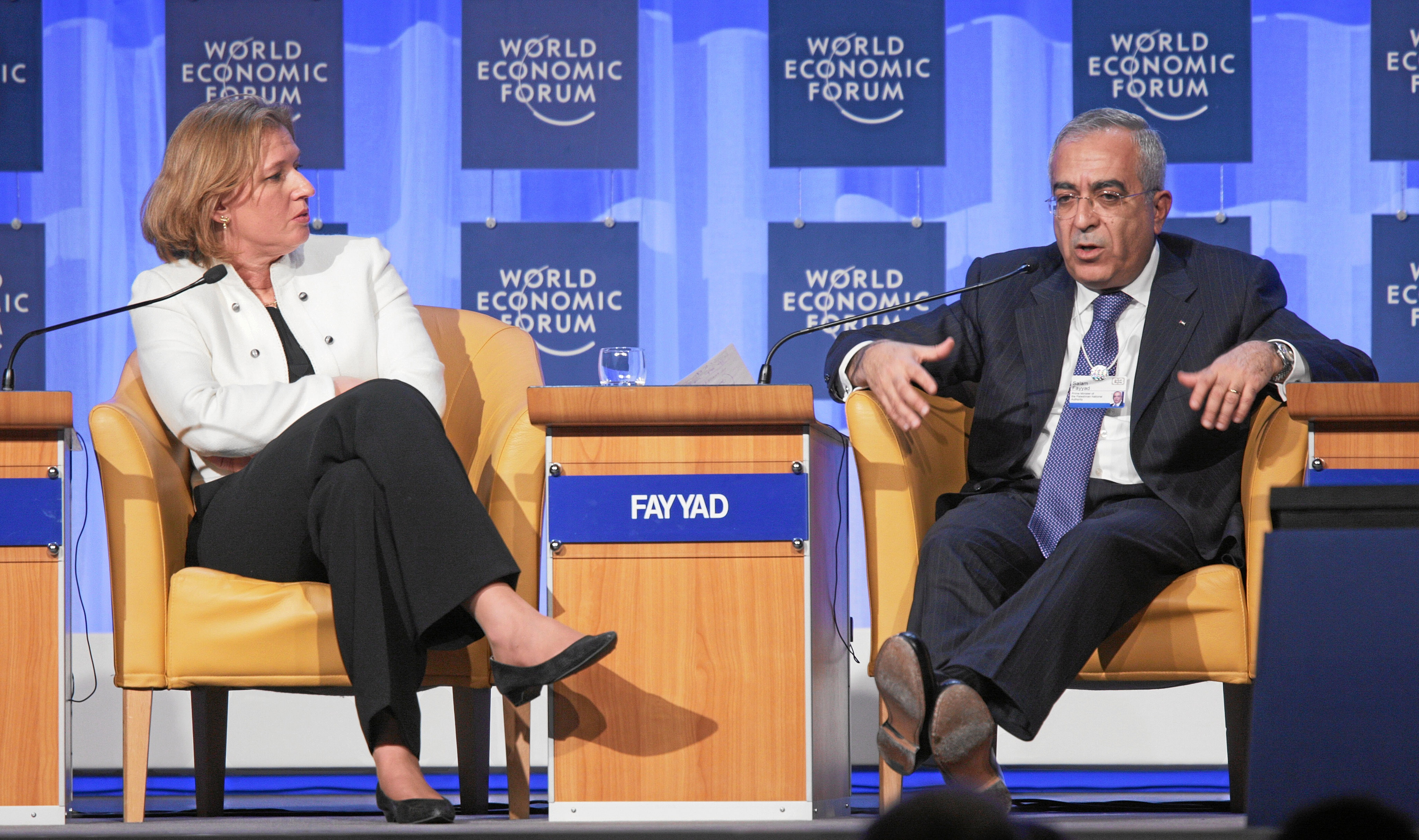
萨拉姆·法耶兹（右）

萨拉姆·法耶兹（1952年4月29日—），巴勒斯坦经济学家，曾任巴勒斯坦总理兼财政部长。

## 简历
1952年4月出生于约旦河西岸图勒凯尔姆地区，曾在贝鲁特美国大学获得理学学士学位，先后在美国得克萨斯大学获得工商管理硕士和经济学博士学位。已婚，有三个孩子。
1987年，华盛顿世界银行总部工作。
1995年至2001年，作为国际货币基金组织代表被派到耶路撒冷工作。
2002年10月29日至2006年3月，出任巴勒斯坦民族权力机构财政部长。
2005年，创建第三條道路党，该党主张与以色列进行谈判、推行改革、根除腐败。
2006年1月，在巴勒斯坦國会选举中，以第三條道路党候选人身份进入哈马斯控制的國会。
2007年3月，巴勒斯坦组建民族联合政府，法耶兹作为哈马斯和法塔赫都能接受的独立人士再次出任财政部长。4月15日，成为巴勒斯坦国家安全委员会成员。
2007年6月14日，巴勒斯坦民族权力机构主席阿巴斯宣布解散哈馬斯政府，巴勒斯坦进入紧急状态。6月15日，阿巴斯委任萨拉姆·法耶兹担任新总理，负责组建政府。
2013年4月14日，提早辭職。6月6日正式辭職。

## 评价
法耶兹说一口非常流利的英语。据报道，他还能随意引用美国《独立宣言》主要作者托马斯·杰斐逊的言论。他不仅与美国、以色列的关系较好，而且和其他国家的有关人士也相处十分融洽。以色列一家报纸曾称他是“令每个人都喜爱的巴勒斯坦人”。
法耶兹在任财政部长一职期间大力推行财政改革，并因彻底清查巴勒斯坦内部贪污问题而在国际上赢得了一定的声誉。由于法耶兹的专业背景以及他和西方的良好关系，法耶兹对缓解和改善巴民族权力机构的金融状况作出贡献。同时，由于善于处理政府内部诸如管理不善以及任人唯亲等问题，还赢得了巴勒斯坦各派的尊敬。